# St. Peter (Friesach)

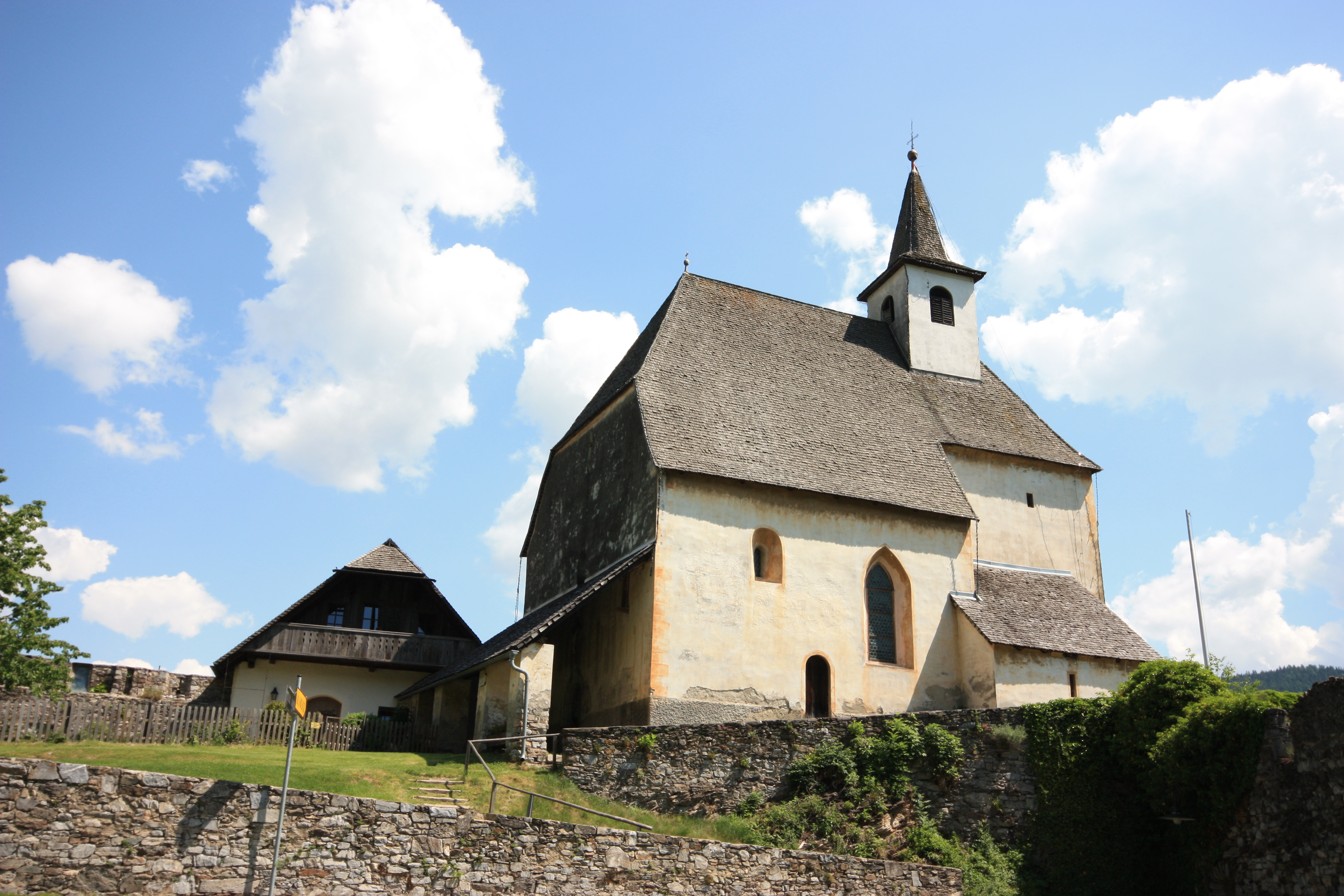

Die Filialkirche Sankt Peter ist weithin sichtbar an der Südostspitze des Petersberges über Friesach gelegen. Sie ist eine römisch-katholische Filialkirche der Stadtpfarrkirche Sankt Bartolomäus.

## Geschichte
Die erste urkundliche Erwähnung stammt aus dem Jahre 1130. Der Vorgängerbau der Kirche war eine in den Außenring der Burg eingebaute Kapelle. Bis zur josephinischen Pfarrregulierung Ende des 18. Jahrhunderts hatte die Kirche den Status einer Pfarrkirche.

## Bauwerk
Der älteste Teil der Peterskirche ist das in der ersten Hälfte des 13. Jahrhunderts erbaute massive Chorquadrat mit Apsis. Die Errichtung des kurzen und breiten Langhauses erfolgte Ende des 13. Jahrhunderts. Im Westen des Langhauses schließt eine offene Vorhalle mit Pultdach auf Pfeilern an. Südlich des Chorquadrates befindet sich die gotische Sakristei mit Pultverdachung. Über dem Chorquadrat erhebt sich ein kleiner Glockenturm aus dem Jahre 1798, der 1846 erneuert wurde. Betreten wird die Kirche durch ein Rundbogenportal mit Steinrahmung aus Spolien. Diese stammen wahrscheinlich von der Vorgängerkapelle.
Das Innere überrascht durch große Bescheidenheit. Die Flachdecke des Langhauses wurde auch zur Zeit des Barock nur durch schlichte Stuckrahmen gegliedert. Im Westen ist eine hölzerne Empore aus dem 19. Jahrhundert eingezogen. An der Nordseite wird die Langhausmauer von zwei kleinen rundbogigen Trichterfenstern durchbrochen, an der Südseite von einem kleinen rundbogigen Trichterfenster über der Empore und einem großen spätmittelalterlichen Spitzbogenfenster.
Ein kräftiger rundbogiger Triumphbogen mit romanischen Kämpferprofilen leitet zum Chorquadrat mit tiefer chorartiger Apsis über. Über dem Chorraum spannt sich ein neuzeitliches Kreuzgratgewölbe. Die Sakramentsnische mit spitzbogiger Hausteinrahmung wurde im 14. Jahrhundert in die Wand eingelassen, das schmiedeeiserne Verschlussgitter mit Rosettendekor Anfang des 19. Jahrhunderts angebracht.
Der Boden des Chorquadrats ist gegenüber dem Langhaus um zwei Stufen, die Apsis gegenüber dem Chorquadrat um eine Stufe erhöht.

## Einrichtung
In der Apsis ist der barocke von 1670/80 stammende, schwarzgoldene Hauptaltar eingestellt. Der Ädikulaaltar mit Knorpelwerkwangen steht auf einem kleinen Sockel und hat als Aufsatz eine kleine Ädikula mit Voluten als Bekrönung. Das mit Säulen flankierte Hauptbild zeigt den knienden Petrus mit dem Attribut des Hahns. Im Aufsatzbild ist Gottvater zu sehen.
Der ungefähr gleichzeitig entstandene, nördliche Seitenaltar mit Knorpelwerk verdient große Beachtung, da in diesen gotische Tafelbilder des Malers Melchior von Sankt Paul aus dem Jahre 1525 integriert sind. Im Hauptbild ist die Heilige Sippe als großer Figurenreigen dargestellt. Das Aufsatzbild und die Seitentafeln zeigen Szenen aus der Legende Joachims und Annas; links ist die Zurückweisung des Opfers Joachims zu sehen, im Aufsatz Joachim in der Wüste und die Begegnung Joachims und Annas an der Goldenen Pforte, rechts die Geburt Mariens.
Der um 1680 geschaffene, südliche Seitenaltar zeigt im Mittelbild die Bischöfe Vitalis und vermutlich Thiemo. Darüber befindet sich eine Ecce-homo-Darstellung. Auf der Altarmensa stehen zwei pyramidenförmige Reliquienbehälter.
Ebenfalls der Zeit um 1680 stammt die Kanzel mit rechteckigem Kanzelkorb mit ornamentaler, zum Teil erneuerter Schablonenschnitzerei. Das Gemälde an der Kanzelrückwand, Petrus darstellend, ist mit „Ex voto / Peter Rumpel / 1683“ bezeichnet.
Zwei um 1600 gefertigte, nachgotische Statuen der Apostelfürsten Petrus und Paulus flankieren den Triumphbogen.
Die Kirche besitzt zwei Gemälde in Rokokokartuschen mit Darstellungen aus dem Leben des heiligen Nepomuk, eines mit der Wiedergabe des guten Hirtens, ein weiteres mit der Schilderung des Martyriums des heiligen Andreas und ein Heilig-Haupt-Bild. Auf der Empore hängt ein Bild der heiligen Barbara im Barockrahmen, das mit „Kolb 1846“ bezeichnet ist.